# Áxel Werner (Fußballspieler)
Áxel Wilfredo Werner (* 28. Februar 1996 in Rafaela) ist ein argentinischer Fußballtorhüter.

## Karriere

### Verein
Werner begann seine Laufbahn bei seinem Heimatverein Atlético de Rafaela. Er wechselte am 1. Juli 2014 aus der U19 in die 1. Mannschaft. Am 3. Oktober 2015 gab Werner sein Debüt in der Primera División, der höchsten Liga in Argentinien. Bei diesem 1:1 gegen Arsenal de Sarandí spielte er über die gesamte Spielzeit. Insgesamt absolvierte er 11 Partien für Atlético de Rafaela in der Primera División.
Im Sommer 2016 wechselte Werner nach Spanien zu Atlético Madrid. Nur knapp einen Monat später, wurde er in die argentinische Heimat zu den Boca Juniors ausgeliehen. Diese Leihe dauerte bis zum 30. Juni 2017. In dieser Zeit bestritt Werner zwei Spiele für die Boca Juniors in der höchsten argentinischen Spielklasse, zudem wurde er am Ende der Saison 2016/2017 mit den Boca Juniors Meister.
Nach Ablauf der Leihe kehrte er zu Atlético Madrid zurück. Sein aktueller Vertrag läuft dort bis zum 30. Juni 2021. Im Juli 2018 wurde er an den Ligakonkurrenten SD Huesca verliehen.
Nach weiteren Leihen zum FC Malaga und Atlético San Luis, war Werner ab Juli 2021 vereinslos. Nach 2 Monaten Vereinslosigkeit schloss er sich am 1. September 2021 dem FC Elche an.

### Nationalmannschaft
Mit der Rückennummer 12 nahm Werner an der U-17-Fußball-Weltmeisterschaft 2013 in den Vereinigten Arabischen Emiraten teil. Er absolvierte 1 Spiel, nämlich das Spiel um Platz 3 gegen die U17 von Schweden, welches mit 1:4 verloren wurde.
Im Juli 2016 wurde Werner in den Kader für die Olympischen Sommerspiele 2016 berufen. Der eigentliche backup Torhüter Augusto Batalla wurde von seinem Club River Plate nicht für das Turnier freigestellt. So rückte Werner als zweiter Torhüter hinter Gerónimo Rulli nach. Hier erhielt er wieder die Rückennummer 12, blieb jedoch ohne Einsatz und schied mit Argentinien bereits in der Gruppenphase aus.

## Erfolge
- 1× Argentinischer Meister: 2017
- 1× UEFA-Europa-League-Sieger: 2018